# Маурісіо Фунес
Карлос Маурісіо Фунес Картахена (ісп. Carlos Mauricio Funes Cartagena; 18 жовтня 1959, Сан-Сальвадор — 21 січня 2025) — президент Сальвадору (2009–2014).

## Біографія
15 березня 2009 як кандидат від лівого Фронту національного звільнення імені Фарабундо Марті здобув перемогу над кандидатом від правоцентристського Національного республіканського альянсу (АРЕНА) Родріго Авілою, отримавши 51,32% голосів виборців.
1 червня 2009 року після своєї інавгурації він підписав угоду про відновлення дипломатичних відносин між Сальвадором і Кубою, припинених за 50 років до цього.

## Смерть
Фунес помер у Манагуа, Нікарагуа, о 21:35. за місцевим часом 21 січня 2025 року.